# Nadia Falvo
Nadia Falvo (4 aprile 1963) è un'ex mezzofondista italiana.

## Record nazionali
Assoluti
Staffetta 4x800 m - 8'19"3 ( Sheffield, 5 giugno 1992)

## Palmarès
| Anno | Manifestazione          | Sede   | Evento      | Risultato  | Prestazione | Note |
| ---- | ----------------------- | ------ | ----------- | ---------- | ----------- | ---- |
| 1991 | Giochi del Mediterraneo | Atene  | 800 m piani | Bronzo     | 2'02"58     |      |
| 1992 | Europei indoor          | Genova | 800 m piani | Semifinale | 2'05"94     |      |

## Campionati nazionali
1991
- Oro ai campionati italiani assoluti indoor, 800 m piani - 2'09"47

1992
- Oro ai campionati italiani assoluti, 800 m piani - 2'08"03
- Oro ai campionati italiani assoluti indoor, 800 m piani - 2'03"80

## Altre competizioni internazionali
1989
- 9ª al Golden Gala ( Pescara), 800 m piani - 2'03"46

1991
- 7ª al Golden Gala ( Pescara), 800 m piani - 2'01"25